# Ostrov Naděje
Ostrov Naděje (norsky Hopen) je ostrov v souostroví Špicberky v Severním ledovém oceánu, má rozlohu 47 km². Je dlouhý 37 km severoseverovýchodním směrem a jen 2 km široký. Objevil jej v roce 1596 Jan Cornelisz Rijp během Barentsovy expedice, při třetím pokusu o nalezení Severovýchodního průjezdu. Později v roce 1613 ostrov pojmenoval Thomas Marmaduke po lodi, které dříve velel, Hopewell.
Norská meteorologická služba provozuje na ostrově stanici, kterou obsluhují čtyři lidé. Přebývají ve třech obytných buňkách.
Za druhé světové války přepravila Luftwaffe pod krytím operace Zitronella na ostrov svůj meteorologický tým (září 1943). Po německé kapitulaci v květnu 1945 se čtyřčlenná posádka utajené meteorologické stanice na ostrově Hope vzdala v září 1945 kapitánovi norské rybářské lodi.
Na ostrov se 28. srpna 1978 zřítil jeden z prvních strojů Tu-16. Zahynulo všech sedm lidí na palubě, trosky objevili čtyři členové norského meteorologického týmu. Sovětský svaz odmítal potvrdit ztrátu letadla do té doby, než převzal ostatky členů posádky. Norové, přes námitky Sovětů, získali záznamy z letových zapisovačů.

## Příroda
Na ostrově v zimě žije početná populace ledních medvědů (Ursus maritimus). Vykazuje genetické odlišnosti s ledními medvědy žijícími v oblasti Barentsova moře.
Světová asociace BirdLife International v roce 2014 označila ostrov za Významnou ptačí oblast, hnízdí zde racek tříprstý (40 tisíc párů), alkoun tlustozobý (150 tisíc jedinců) a alkoun obecný (tisícovka párů).